# Pölevattnet (Svarteborgs socken, Bohuslän)
Pölevattnet är en sjö i Munkedals kommun i Bohuslän och ingår i Örekilsälvens huvudavrinningsområde. Sjöns area är 0,014 kvadratkilometer och den befinner sig 146 meter över havet.